# Közösségi bank

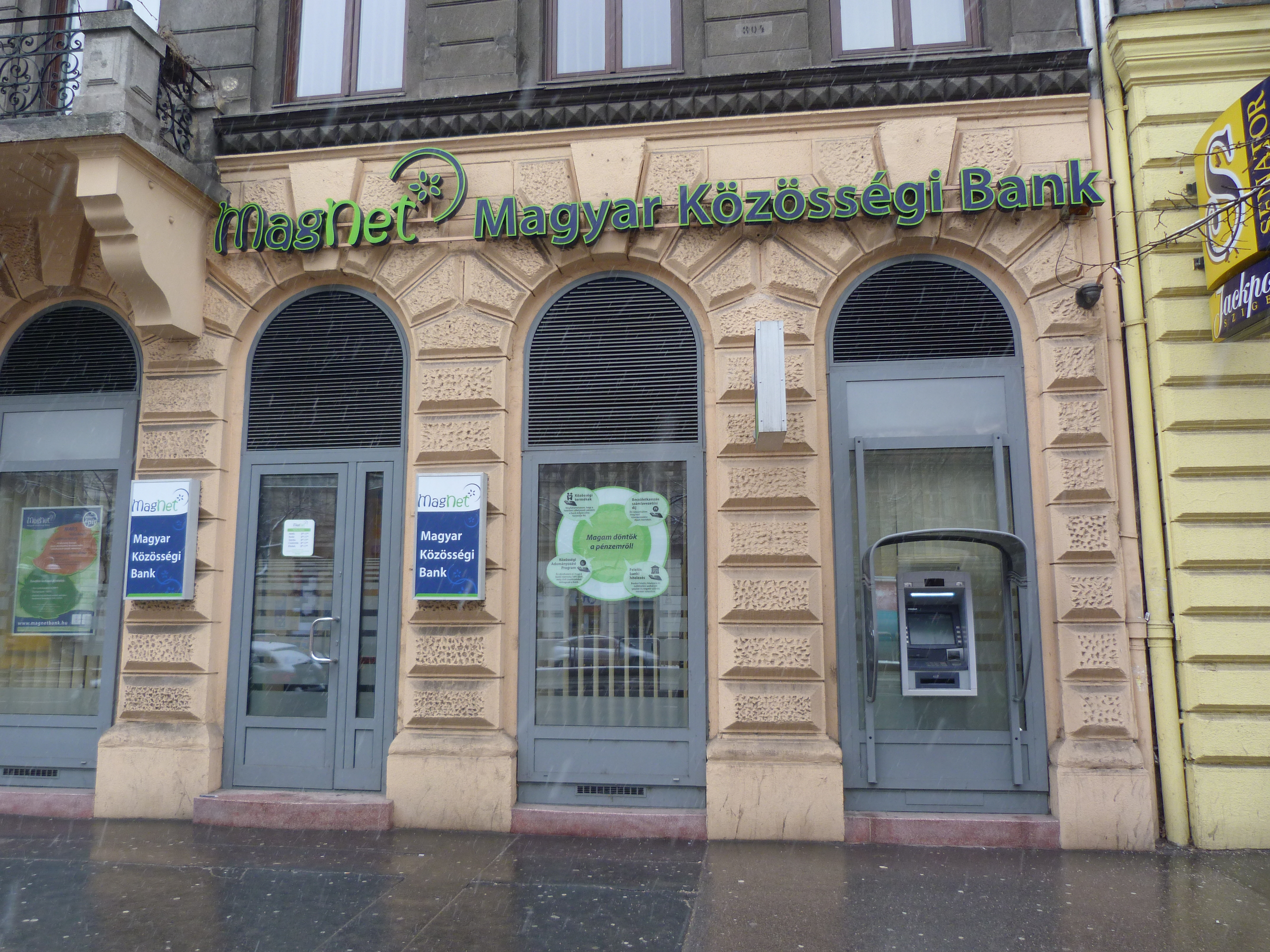
Magnet Magyar Közösségi Bank

A közösségi bank – vagy más néven értékalapú bank – olyan pénzintézet, amely tevékenysége során a gazdasági haszon létrehozásával egyenértékűként kezeli a társadalmi és környezeti pozitív hatás megteremtését.
A közösségi bankok alaptevékenységük részeként értelmezik a társadalmi felelősségvállalást, és kiemelten hiteleznek olyan projekteket, melyek a közösség javát szolgálják (pl. napelemparkok, elektromos mobilitás, alternatív oktatás).
A közösségi betétek elhelyezésével a betétes eldöntheti, hogy pénzét a bank milyen hitelcélra fordíthatja. Sőt, lekötésével minden erőfeszítés vagy többletköltség nélkül kedvezményesebbé teheti az általa kiválasztott konkrét hitelfelvevő vagy működési terület hiteldíját, ezzel jelentősen segítve őt. A közösségi bankok, vagy újbankok ügyelnek az átláthatóságra és ügyfeleiket rendszeresen tájékoztatják pénzük felhasználásáról.
A közösségi bankok összekötik az ügyfeleiket szociális projektekkel, lehetőséget teremtenek számukra, hogy az éves nyereségük rájuk eső részét egy általuk választott, konkrét társadalmi ügy támogatására juttassák.
A közösségi bankok a hitelek elbírálásakor pozitív és negatív szűrőket egyaránt alkalmaznak. A negatív szűrő azt jelenti, hogy bizonyos célokra (fegyvergyártás, dohányipar stb.) nem biztosítanak hitelt. A pozitív szűrő ezzel ellentétben meghatározza, hogy melyek azok a célok, amelyek számára a bank kifejezetten törekszik forrást biztosítani (pl.: zöld energia, biogazdálkodás, oktatás, kultúra, egészségügy).

## Közösségi bankok története
A kezdetek óta a bankokat kizárólag pénzügyi intézményekként látják, a morális szempontok nem kerültek szóba. Az ügyfelek nem asszociálják a bankokat azokkal a tevékenységekkel, amikhez támogatást nyújtanak. A változó szociális igényeknek és annak köszönhetően, hogy az emberek egyre pontosabban tudják, hogy a megfelelő hitelezési politika hiányának milyen következményei lehetnek, a bankok kezdik érezni a nyomást a társadalom, a civil szervezetek és az állam részéről, hogy változtatni kell.[forrás?] Például az 1990-es évek közepén a Brit Co-operative Bank 6000 ügyfelet kérdezett meg, hogy mi a véleménye az etikus banki modellről. 84% úgy gondolta, jó koncepció. Ma már egyre több egyetemen is tanítják a közösségi, etikus banki és vállalati modelleket.

## Közösségi, etikai és zöld bankok szerte a világban
- Caja Navarra, Spanyolország

Az 1921-ben alapított CAN (Caja de Ahorros de Navarra) egy közepes méretű megtakarítási bank a Navarra régióban. Főképp a szegényebb osztályokra ügyelnek, és a földrajzi régió előnyeit igyekeznek kihasználni.[forrás?] A CAN-nél az ügyfelek a bank rájuk eső profitjának 30%-át felajánlhatják jótékony célra.[forrás?] 2001 és 2007 között a CAN 20. helyről 12.-re emelkedett a spanyol megtakarítási bankok között elért adózás utáni profit alapján. Jelenleg a CAN Kelet-Európa irányába akarja terjeszteni a Közösségi Banki modellt.
- Triodos Bank, Zeist, Hollandia (további központok: Nagy-Britannia, Belgium, Németország és Spanyolország)

A Triodos bankot 1980-ban alapították Hollandiában. A bank neve a görög „tri hodos” kifejezésből származik, amely három irányú megközelítést jelent. A Triodos egy aktív nemzetközi részleget működtet, és mikrofinanszírozási kezdeményezéseket támogat szerte a fejlődő világban. Ez az egyetlen olyan kereskedelmi bank Nagy-Britanniában, akik évente kilistázzák az összes hitelt, amit a bank kihelyezett, így az ügyfelek pontosan láthatják, hogy mire használják pénzüket. 2009-ben 576 dolgozója volt, és 9,5 millió eurós nettó bevételt értek el.[forrás?]
- Co-operative Bank, Nagy-Britannia

A Co-operative Bankot 1872-ben alapították, 1971-ben jegyezték be. 1975-ben a bank az első új tagja lett a Committee of London Clearing Banks–nek az elmúlt 40 évben. A bank etikus bankként működik, negatív szűrővel (tehát bizonyos célok, iparágak ki vannak zárva a hitelezésből). 1999-ben elindították a „smile”-t, amely egy független, kizárólag internetes működésű bank, amelynek a kutatások alapján a legtöbb elégedett ügyfele van, és több díjat is nyert az elmúlt években az ügyfelek kiszolgálásáért és online banki kiválóságáért.[forrás?] A 2009-es évben 1385,6 millió GBP nettó bevételt értek el.[forrás?]
- MagNet Magyar Közösségi Bank, Magyarország

A MagNet Bank (Jogelődje a HBW Express Bank) a 2010-ben alakult át kereskedelmi bankból közösségi bankká. A MagNet Bank felelős hitelezési politikájának és alapfilozófiájának megfelelően vállalja, hogy bizonyos tevékenységeket finanszírozó hitelnyújtásokat eleve kizár: olyanokat, amelyekkel valószínűleg ügyfelei sem értenek egyet. A Bank ezzel szemben pozitívan szűri, sőt aktívan keresi a kapcsolatot és finanszírozási lehetőségeket a valódi társadalmi értéket létrehozó, illetve a kiemelten környezettudatos vállalkozásokkal. Közösségi termékeink olyan hiteleket, projekteket, ügyféligényeket finanszíroznak, amelyek a fenntartható fejlődést, a környezet megóvását, az általános életfeltételeket, a természeti és alkotott értékek védelmét, bővítését, fenntartását szolgálják.
A közösségi bankban az ügyfelek igazi partnernek érezhetik magukat, mert
·       meghatározhatják, hogy a betétben elhelyezett pénzüket a Bank milyen célra használja fel,
·       szabadon meghatározhatják, hogy lakossági számlavezetésükhöz havonta milyen összeggel járulnak hozzá (becsületkassza),
·       a bank kiszámítja és egyenként megosztja ügyfeleivel, hogy mekkora nyereséget realizált általuk,
·      a MagNet évről évre felajánlja ügyfelei részére, hogy ők rendelkezzenek a nyeresége 10%-áról társadalmi szervezetek javára (Közösségi Adományozási Program).
- ShoreBank, USA

A ShoreBank egy amerikai közösségi fejlődési bank és zöld bank. 1973-ban alapították Chicagóban. A bank működése (főleg jelzáloghitelek és hitelek kis üzleteknek) jelentősen hozzájárult több chicagói kerület gazdaságához.[forrás?] Több mint negyedét a környék jelzálog és rehabilitációs kölcsöneinek a ShoreBank finanszírozta.[forrás?] A mai napig több mint 49 000 ház vételéhez és felújításához hiteleztek kedvező feltételekkel.[forrás?] Számtalan egyéb díj mellett 2008-ban a ShoreBank alapítói megkapták a Hesburgh Award for Ethics in Businesst.[forrás?]
- RSF Social Finance, San Francisco és New York, USA

Az RSF egy nonprofit pénzügyi szolgáltatásokkal foglalkozó szervezet, amely befektetéseket, hiteleket és emberbaráti szolgálatokat nyújt egyéneknek és vállalatoknak. Az RSF előnyben részesíti a környezeti, szociális és gazdasági fenntarthatóságot, és tőkét nyújt olyan szervezeteknek, akik elkötelezték magukat az igazságos eljárások és a gazdaság fejlesztése mellett.[forrás?]
- Shared Interest, Nagy-Britannia, befektetések szerte a fejlett és fejlődő világban

A Shared Interest Society Limited egy fair-trade pénzügyi szövetkezet brit központtal 1990 óta. Ma hitelt és pénzügyi szolgáltatásokat nyújt fair-trade termelőknek, kiskereskedéseknek, importőröknek és exportőröknek világszerte. A finanszírozási mechanizmusa a következő: a vevő (pl.: kávéimportőr) megrendeli a terméket a termelőtől, a Shared Interest fizet egy előleget a termelőnek (aki kölcsönözhet további összeget az egyéb felmerülő költségekre). Ezt követően leszállítják az árut, majd kifizetik a hátralévő összeget a termelőnek, és végül a vevő visszafizeti a hitelt a Shared Interestnek.
- Cultura Bank, Norvégia

Az 1997 óta működő oslói központú banknak elsődleges célja az olyan projektek támogatása, amelyeknek szociális és etikai céljuk van.
- GLS Bank, Németország

A GLS bankot 1974-ben alapították egy antropozófiai kezdeményezésként, ezzel megalakult Németország első etikus filozófia alapján működtetett bankja. A tulajdonosok nem jogosultak osztalékra, azért, hogy a közhasznú kezdeményezéseknek kedvező hitelfeltételeket nyújthassanak. A GLS bank úgy nyilatkozott, hogy fókuszuk a kulturális, szociális és ökológiai kezdeményezésekre irányul.
- Alternative Bank, Svájc

A svájci Altervative Bank 1990-es alapítása összeköthető azzal, hogy az 1970-es és 1980-as években egyre nőtt azok száma, akik nem értettek egyet a svájci bankrendszer visszásságaival (pénzmosás, „fekete” pénzek).[forrás?] Alapításában a civil szervezeteknek jelentős része van. Etikus filozófiájának különlegessége, hogy építési projektek elbírálásánál egy kifinomult pontrendszert használnak, amelyben minél fenntarthatóbb egy ház, annál kedvezőbb hitelt kaphat.[forrás?]
- Banca Popolare Etica, Olaszország

A Banca Popolare Etica több nagy szociális szervezet koalíciójának eredménye, akik fenntarthatóbb és átláthatóbb bankot szerettek volna Olaszországban. Különlegessége, hogy szavazásnál függetlenül a részvények számától a „one person, one vote” szabályt alkalmazzák, így a több mint 30 000 részvényes szavazata egyenlő arányban járul hozzá a döntések meghozatalához.
- Crédit Coopératif, Franciaország

A Crédit Coopératift a 19. században alapították, hogy segítséget nyújtson olyan vállalkozóknak és szervezeteknek, akik a szociális és gazdasági fenntartható fejlődés keretei között működnek.[forrás?] Bankként több nonprofit szervezetnek partnere, köztük több olyan szervezetnek, akik a társadalomból valamilyen okból kirekesztett (fizikai, mentális és szociális problémákkal küzdő) emberek segítését célozzák.
- Citizens Bank, Kanada

Az 1997-ben alapított kanadai banknak egy öt területre ható etikai szűrője van: etikus üzletek, környezettudatos vezetés, tisztelet és tisztességes bánásmód, egészséges közösségek, békés közösségek.[forrás?]
- Bendigo Bank, Ausztrália

Az 1858-ban alapított Bendigo Bank 1992-ben kezdett az etikusabb működés felé haladni, amikor bemutatta Ausztrália első „Zöld Hiteleit”, és elkezdett együttműködni a nonprofit szektorral. A Közösségi Bank programját 1998-ban kezdte el.[forrás?]
- Merkur Bank, Dánia

A Merkur Bank Dánia vezető szociális és etikus bankja. Kiemelten támogat fair-trade üzleteket, és számtalan zöld és fenntartható célú import-export tevékenységhez nyújt alacsony kamatozású hiteleket.
- La Nef, Franciaország

A La Nef egy etikus finanszírozással foglalkozó szervezet. Célja, hogy összekösse a megtakarítókat azokkal a kölcsönzőkkel, akik fenntartható projektekkel foglalkoznak, amelyek megfelelnek az etikai és szociális kritériumoknak. Három fő értékük az etikusság, az átláthatóság és a szolidaritás.[forrás?]

## Fordítás
- Ez a szócikk részben vagy egészben  a   Civic Banking című angol Wikipédia-szócikk ezen változatának fordításán alapul.  Az eredeti cikk szerkesztőit annak laptörténete sorolja fel. Ez a jelzés csupán a megfogalmazás eredetét és a szerzői jogokat jelzi, nem szolgál a cikkben szereplő információk forrásmegjelöléseként.